# Верхняя Покровка (Белгородская область)
Верхняя Покровка — село в Красногвардейском районе Белгородской области России. Является административным центром Верхнепокровского сельского поселения.

## География
Село расположено в восточной части Белгородской области, на реке под названием Усердец (бассейна Дона), в 12,7 км по прямой к северо-северо-востоку от районного центра, города Бирюча. Ниже по течению Усердца располагается (примыкая с юго-востока) село с парным названием — Нижняя Покровка.

## История

### Происхождение названия
В Русском государстве XVII века распоряжением усердского сотника переселенцы получили разрешение распахивать земли в долине реки.
Село основано в первой четверти XVIII века. Первым поселенцем этих мест был Королёв, сын богатого помещика. И село сначала называлось Королёвское. Дальнейшее заселение проходило принудительно (путём водворения крепостных).
В 1770 году строится церковь Покрова Пресвятой Богородицы. Отсюда и пошло название Покровка. Людям давали земли выше по течению реки, на которых постепенно обособилось поселение Верхняя Покровка. Изначальное поселение стало называться Нижней Покровкой.

### Исторический очерк
С 1861 по 1917 годы село было центром Верхнепокровской волости. Как и в других селах Бирюченского уезда, среди жителей, в основном крестьян, было имущественное расслоение, что приводило к недовольству существующим строем бедных и малоимущих.
События 1917 года значительно изменили весь существующий до этого уклад крестьянской жизни.
В 1918 году создается комитет бедноты, устанавливается Советская власть.
В 2017 году в селе возобновлён храм святителя Афанасия, патриарха Цареградского, разрушенный в советское время.

## Население
| 1859 | 1897  | 2002 | 2010 |
| ---- | ----- | ---- | ---- |
| 1147 | ↗1151 | ↘554 | ↗575 |